# Catuvellaunen
Die Catuvellaunen (lateinisch Catuvellauni) waren einer der mächtigsten belgischen Stämme Britanniens zur Zeit Gaius Iulius Caesars. Die Belger waren eine Gruppe aus Nordgallien stammender keltischer Stämme. Der Name geht möglicherweise auf Cassivellaunus, ihren damaligen Führer und Gegenspieler Caesars, zurück.

## Geschichte
Die Catuvellauni waren einer der mächtigsten, wenn nicht der mächtigste belgisch-keltische Stamm Britanniens zu Zeiten Julius Caesars. Sie bewohnten das Gebiet nördlich der Themse. Ihre Hauptstadt lag in der Nähe des heutigen Wheathampstead. 54 v. Chr., während Caesars erstem Feldzug nach Britannien, spielten sie eine maßgebliche Rolle im Widerstand. Sie wurden jedoch besiegt und vor dem Abzug der römischen Legionen in das Winterquartier nach Gallien mit Auflagen belegt.
Caesar erwähnt die Catuvellauni nicht als Stamm, sondern als eine von einem Cassivellaunus geführte britannische Widerstandsallianz gegen seine eigenen Truppen.
Nach dem Übersetzen der Römer nach Gallien gegen Ende des Sommers 54 v. Chr. besiegten die Catuvellauni die schon vorher von ihnen bedrängten, nun aber unter römischem Schutz stehenden Trinovanten mit der Hauptstadt Camulodunum (Colchester). Sie wurden zu einem eigenen Stamm und dehnten sich in der Folge in Richtung Norden und Nordwesten aus, wo sie eine neue Hauptstadt in Verulamium, bei St Albans, gründeten. Durch diesen Zugewinn an Einfluss wurden sie allmählich zu einer Gefahr für römische Interessen.
In einem zweiten Britannien-Feldzug der Römer im Jahre 43 n. Chr. (fast hundert Jahre später), der diesmal offiziell von Kaiser Claudius geführt wurde, wurden sie besiegt.
49 n. Chr. wurde Colchester eine römische Veteranenkolonie und der Verwaltungssitz des kaiserlichen Statthalters für Britannien.
Der Druide von Colchester ist eine Person, die in Stanway 5,0 km westlich von Colchester bestattet und 1996 von Archäologen entdeckt wurde.

## Kultur und Wirtschaft
Die Catuvellauni waren wohlhabend und praktizierten Ackerbau.

## Liste der Herrscher
- Cassivellaunus (54–20 v. Chr.)
- Tasciovanus (20 v. Chr.–9)
- Cunobelinus (9–40)
- Togodumnus (40–42)
- Caratacus (42–51)